# トリナクソドン
トリナクソドン (Thrinaxodon ) は中生代前期三畳紀に生息していた単弓類の絶滅した属。単弓綱 - 獣弓目 - トリナクソドン科に属する。学名は「三つ又の歯」を意味する。

## 形態
全長約50センチメートルの、ネコほどの大きさの小型肉食動物。肉食に適化した鋭い歯を持ち、昆虫や小動物などを捕食していたと思われる。顎骨には多数の小さな穴があいており、恐らく洞毛が生えていた痕跡であるといわれる。下顎の歯を納める歯骨はテロケファルス類などよりも更に拡大が進み、角骨や関節骨は縮小している。また、腹部の肋骨が消失し、横隔膜によって胸郭と腹郭が分けられた。そのため、より効率的に呼吸することができた。これは、三畳紀を通して低酸素の状態が続いた事への適応だと思われる。
また、胴体をよじることができるようになり、身体を丸めて休眠した姿のまま化石化したものも発見されている。これは、トリナクソドンを含むキノドン類の恒温化が進んでいたため、眠っている間に体温が失われないようにしていたためと推定されている。この事から、既に洞毛だけでなく体毛まで生じていたのではないかといわれる。ただし、重要な器官である頭部を中心に体を丸めることはヘビ・トカゲや蛾の幼虫など、変温動物でも普通に認められる休息姿勢である。

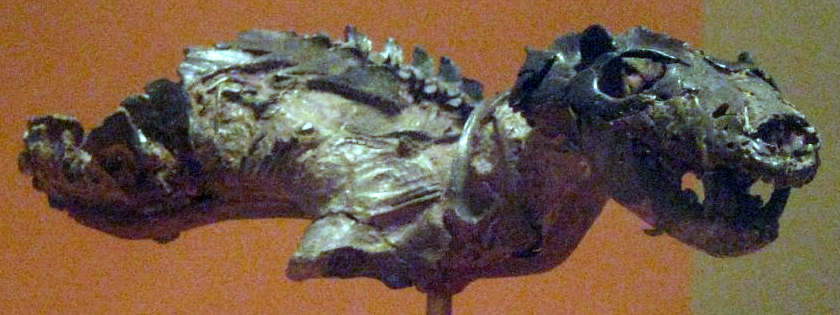
トリナクソドン (T. liorhinus)化石。
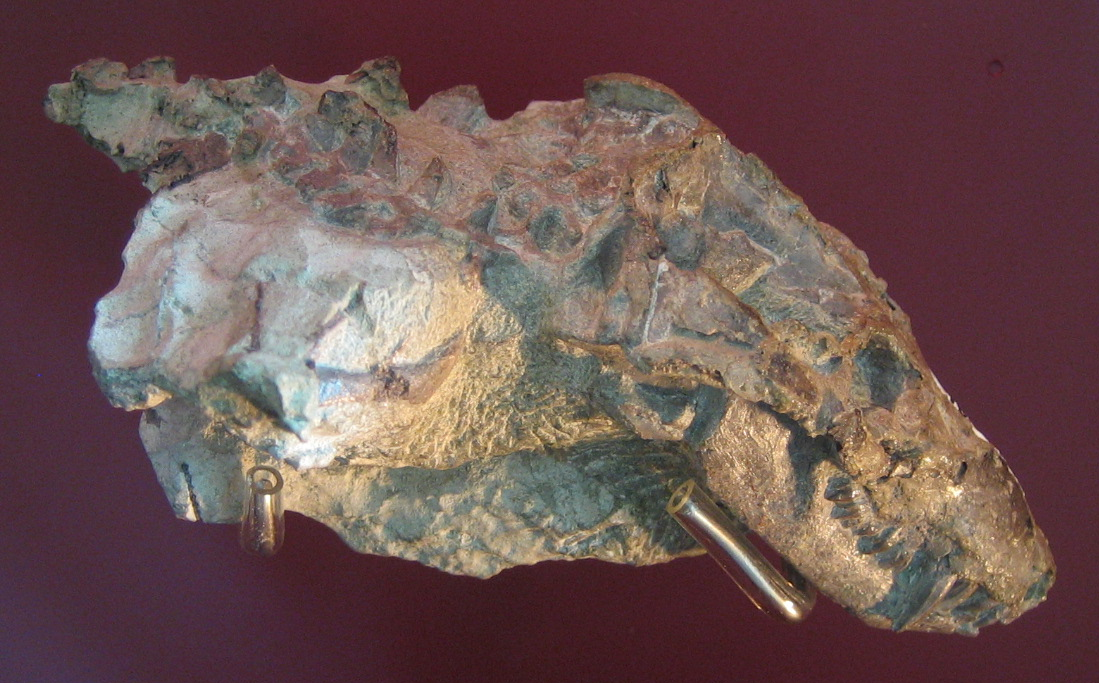
T. liorhinus 頭部及び頸椎付近の化石

## 生態
丘や川の氾濫原などに浅い穴を掘って巣を作り、子を育てていたと思われる。また、嗅覚によるコミュニケーションが発達しており、マーキング行動により各自の縄張りを主張していたとされる。

## 余談
(出版)BBC/群馬県立自然史博物館の「よみがえる恐竜・古生物」では、トリナクソドンの頭骨が写真で掲載されているが、実際にはプロガレサウルスの頭骨である。

## 分布
アフリカ及び南極に生息していた。特に南アフリカのカルー盆地からは多数の化石が発見されている。